# Real Friends (gruppo musicale)
I Real Friends sono un gruppo musicale statunitense formatosi a Tinley Park, Illinois, nel 2010. Il nome della band trae ispirazione dalla semplice constatazione che i componenti hanno avuto di quanto si siano trovati bene insieme, dopo deludenti esperienze in altri gruppi.

## Formazione

### Formazione attuale
- Dave Knox – chitarra (2010-presente)
- Eric Haines – chitarra (2010-presente)
- Kyle Fasel – basso (2010-presente)
- Brian Blake – batteria, percussioni (2011-presente)
- Cody Muraro – voce (2020-presente)

### Ex componenti
- Aaron Schuck – batteria, percussioni (2010-2011)
- Dan Lambton – voce (2010-2020)

## Discografia

### Album in studio
- 2014 – Maybe This Place Is the Same and We're Just Changing
- 2016 – The Home Inside My Head
- 2018 – Composure
- 2024 – Blue Hour

### Raccolte
- 2013 – Everyone That Dragged You Here

### EP
- 2011 – This Is Honesty
- 2012 – Everyone That Dragged You Here
- 2012 – Acoustic Songs
- 2012 – Three Songs About the Past Year of My Life
- 2013 – Put Yourself Back Together
- 2015 – More Acoustic Songs
- 2021 – Torn in Two
- 2023 – There's Nothing Worse Than Too Late

### Singoli
- 2011 – Cheap Talk and Eager Lies
- 2014 – Loose Ends
- 2014 – Sixteen
- 2014 – I Don't Love You Anymore
- 2016 – Looking Back
- 2016 – Colder Quicker
- 2016 – Scared to Be Alone
- 2016 – Mess
- 2021 – Nervous Wreck
- 2021 – Storyteller
- 2021 – Tonight, Tonight (cover degli Smashing Pumpkins)
- 2021 – Teeth
- 2022 – Tell Me You're Sorry
- 2022 – Tell Me You're Sorry (acoustic)
- 2022 – Always Lose
- 2023 – Six Feet
- 2023 – When You Were Here
- 2024 – Waiting Room
- 2024 – Our Love Was Like a Sad Song
- 2024 – Never Has Become Always

### Apparizioni in compilation
- 2018 – 2018 Warped Tour Compilation, con Get By